# Similipepsis eumenidiformis
Similipepsis eumenidiformis is een vlinder uit de familie wespvlinders (Sesiidae), onderfamilie Tinthiinae.
Similipepsis eumenidiformis is voor het eerst wetenschappelijk beschreven door Bartsch in 2008. De soort komt voor in het Afrotropisch gebied.